# Maculinea ofenia
Maculinea ofenia är en fjärilsart som beskrevs av Tutt 1909. Maculinea ofenia ingår i släktet Maculinea och familjen juvelvingar. Inga underarter finns listade i Catalogue of Life.